# Cimetière d'Eyüp
Ne doit pas être confondu avec Cimetière militaire d'Edirnekapı situé dans le district d'Eyüp.
Le cimetière d'Eyüp (en turc Eyüp Mezarlığı) est un cimetière situé sur la rive européenne d'Istanbul, dans le district d'Eyüp, dans le quartier d'Eyüp Merkez.